# Ancora (motorfiets)
Ancora is een historisch Italiaans merk van motorfietsen.
De bedrijfsnaam was: Tacchini & Pracchi, later Pracchi & Co. en Ditta Umberto Dei & Co., Milano.
Tacchini & Pracchi waren aanvankelijk rijwielfabrikanten, maar in 1923 gingen ze ook motorfietsen produceren. De eerste modellen hadden een Villiers-147cc-tweetaktmotor en werden als sport- en toermotor uitgebracht. Het merk zou gedurende zijn hele bestaan vasthouden aan de inbouwmotoren van Villiers. In 1924 kwam een 247cc-model op de markt. In 1926 volgde een nieuw 122cc-model. In 1927 kwamen nieuwe modellen van 175- en 250 cc, die als sport-, toer- en wegracer te koop waren. Ze hadden allemaal een drieversnellingsbak.
In 1928 werd het modellenprogramma opnieuw uitgebreid, dit keer met verbeterde 122-, 147- en 172cc-motoren en twee nieuwe modellen van 250- en 350 cc. De Italiaanse coureur Raffaele Alberti was tamelijk succesvol met de racemotoren van Ancora. In [1931 volgde weer een nieuw 175cc-model dat tot 1933 onveranderd in productie bleef. In 1934 was de modellencatalogus nog steeds vrij uitgebreid, maar in 1936 produceerde Ancora nog maar één model met een 250cc-motor. In dat jaar nam Umberto Dei de firma over. Hij concentreerde zich op de productie van 60-, 74- en 98-cc-tweetaktjes, hoewel er in 1940 nog een 175cc-Ancora uitkwam. Vanaf 1936 werden de machines ook onder de merknaam Dei verkocht.
Na de Tweede Wereldoorlog kwam het merk onder de naam "Dei" terug, maar nu produceerde men gemotoriseerde fietsen met een Garelli-Mosquito-motor.